# The Very Thought of You
The Very Thought of You ist ein Lied des Great American Songbook, das Ray Noble (Musik und Text) 1934 schrieb und im gleichen Jahr die Hitparade in den Vereinigten Staaten anführte. Es entwickelte sich zum Jazzstandard.

## Kennzeichen des Songs
The Very Thought of You ist ein Song in der Liedform AB'AB", der durchgäng in A-Dur verfasst wurde.
Gary Giddins bezeichnete den Song als Nobles wohl bestes Werk; „eine perfekt ausgeformte Melodie, die gut zu den Bass-Bariton-Croonern passt,“ wie es etwa Arthur Prysock bewies. Giddins bezeichnete als definitive Version des Titels die von Tony Bennett mit Bobby Hackett auf dem Album A Time for Love.

## Erste Aufnahme
Erstmals aufgenommen wurde der Song von dem Sänger Al Bowlly; er veröffentlichte ihn 1934 in zwei verschiedenen Versionen. Bei der ersten Aufnahme wurde er am Piano von Monia Liter begleitet, bei der zweiten vom Orchester Ray Nobles. Diese Version wurde im selben Jahr ein Nummer-1-Hit in den US-Charts. Der Erfolg führte dazu, dass der Engländer Noble seine Karriere in den Vereinigten Staaten fortsetzte.

## Weitere Aufnahmen
In den folgenden Jahren erlebte The Very Thought of You zahlreiche Coverversionen. Bereits 1934 hatte Bing Crosby den Song eingespielt; er erreichte damit #11 der Hitparade. Einen weiteren kommerziellen Erfolg hatte mit dem Lied Vaughn Monroe and His Orchestra (1944, #19). Eine Instrumentalversion wurde in dem Film Casablanca gespielt. 1950 sang Doris Day in dem biografischen Film Der Mann ihrer Träume die Ballade.
The Very Thought of You wurde sowohl von Künstlern im Bereich des Jazz als auch des Middle-of-the-Road-Pop aufgenommen. Zu den bemerkenswertesten Versionen gehört die der Sängerin Billie Holiday von 1938. Auch Art Farmer/Hank Jones (Portrait of Art Farmer, 1958), Pee Wee Russell (1960), Sarah Vaughan (1962), Sonny Rollins (1980) und Sheila Jordan/ Harvie Swartz (1988), Charlie Haden/Kenny Barron (1996) und Roy Hargrove (2000) interpretierten den Song. Tony Bennett, Nat King Cole (1958), Liberace und Rick Nelson (1964) machten ihn zum Titelsong ihrer LPs. Aufnahmen existieren auch von Ruby Braff, Benny Carter, Harry Sweets Edison, Digby Fairweather, Tal Farlow, Ella Fitzgerald, Red Garland, Gene Krupa and His Orchestra, Joe Pass, Zoot Sims, Art Tatum und Allan Vaché.